# スタンド!
『スタンド!』 (Stand!) は、スライ&ザ・ファミリー・ストーンが1969年に発表した4作目のアルバム。
『ローリング・ストーン』誌が選んだ「オールタイム・グレイテスト・アルバム500」（2020年版）において119位にランクインした。

## 概要
レコーディングのほとんどはサンフランシスコのパシフィック・ハイ・レコーディング・スタジオで行われた。3人組のボーカル・グループ、リトル・シスター（Little Sister）が録音に参加している。
1969年5月3日にリリース。アメリカのBillboard 200で13位、『ビルボード』のR&Bアルバム・チャートでは3位に達した。300万枚以上を売り上げ、1960年代を代表するアルバムのひとつとなった。
『スタンド!』は、スライ&ザ・ファミリー・ストーンの活動歴のなかで、芸術面で最も高みに昇ったアルバムのひとつであり、多くの重要な曲を収録している。「Sing a Simple Song」や「I Want to Take You Higher」などアップテンポの曲、「You Can Make It If You Try」や「Stand!」など励ましのメッセージ、「エヴリデイ・ピープル」や「Don't Call Me Nigger, Whitey」に見られる政治的・社会的なテーマを含んでいる。

## 収録曲
作曲は全曲、シルヴェスタ・ステュワート (Sylvester Stewart) （スライ・ストーンの本名）名義、プロデュースと編曲はストーン・フラワー・プロダクション (Stone Flower Productions) のスライ・ストーン名義。

### サイド1
1. スタンド! - "Stand!" - 3:08
2. ドント・コール・ミー・ニガー・ホワイティ - "Don't Call Me Nigger, Whitey" - 5:58
3. アイ・ウォント・トゥ・テイク・ユー・ハイアー - "I Want to Take You Higher" - 5:22
4. サムバディズ・ウォッチング・ユー - "Somebody's Watching You" - 3:20
5. シング・ア・シンプル・ソング - "Sing a Simple Song" - 3:56

### サイド2
1. エヴリデイ・ピープル - "Everyday People" - 2:21
2. セックス・マシーン - "Sex Machine" - 13:45
3. ユー・キャン・メイク・イット・イフ・ユー・トライ - "You Can Make It If You Try" - 3:37

### CD ボーナストラック
2007年の限定版再発CDに付加。
- "Stand!" （モノラル・シングルヴァージョン）
- "I Want To Take You Higher" （モノラル・シングルヴァージョン）
- "You Can Make It If You Try" （モノラル・シングルヴァージョン）
- "Soul Clappin' II (ソウル・クラッピンII)" （かつての未発表作品）
- "My Brain (Zig-Zag)　(マイ・ブレイン(ジグ・ザグ))" （かつての未発表作品、インストゥルメンタル）

## 関連文献
- Selvin, Joel (1998). For the Record: Sly and the Family Stone: An Oral History. New York: Quill Publishing. ISBN 0-380-79377-6.